# ريبيكا (فلم 2020)
ريبيكا (بالإنجليزية: Rebecca) هو فيلم إثارة رومانسي بريطاني صدر عام 2020 من إخراج بن ويتلي الفيلم مبني على رواية تحمل نفس الأسم. من بطولة ليلي جيمس،أرمي هامر،كريستين سكوت توماس،كيلي هاويس،سام رايلاي وآن دود.

## روابط خارجية
- الموقع الرسمي
- مقالات تستعمل روابط فنية بلا صلة مع ويكي بيانات

لا توجد روابط لمواقع التواصل الاجتماعي.